# Тръмп Тауър
Trump Tower (Кулата Тръмп) е 58-етажен небостъргач в Ню Йорк (височина 202 m). Разположен е на Петото авеню на пресечката с 56-а улица. Използва се в смесен формат (офиси, хотел, апартаменти). Небостъргачът е проектиран от Доналд Тръмп и Equitable Life Assurance Company. Строителството на съоръжението е завършено на 30 ноември 1983 г.
През 2006 г. списание „Forbes“ оценява Trump Tower на $318 млн.

## В масовата култура
- Този небостъргач присъства в играта „Grand Theft Auto IV“, но е разположен в измисления град Либерти Сити под името Cleethorpes Tower.